# مجلس شيوخ بيرو
مجلس شيوخ بيرو (بالإنجليزية: Congress of the Republic of Peru)‏ هو الهيئة التشريعية في بيرو، ويتكون من 130 مقعداً، يقع المقر الرئيسي له في Legislative Palace (Peru) ‏.